# Gunnar Liljestrand
Gunnar Herman Liljestrand, född 15 september 1902 i Oscarberg, Natal, död 2 april 1980 i Alfta församling, Gävleborgs län, var en svensk präst.
Liljestrand, som var son till missionär Axel Liljestrand och Siri Elisabeth Bergholtz, avlade efter studentexamen i Uppsala 1921 teologisk-filosofisk examen 1923, blev teologie kandidat 1927, avlade praktisk teologiska prov och prästvigdes för Ärkestiftet samma år. Han blev pastorsadjunkt i Lohärads församling 1927, vice komminister i Lingbo, komminister där 1929, i Alfta församling 1936, kyrkoherde i Bjuråkers församling 1940, i Alfta församling 1951 och kontraktsprost i Voxnans kontrakt 1960.